# 代尔夫特 (西开普)
代尔夫特（英語：Delft）是位于南非西开普省开普敦郊区的一个镇，毗邻开普敦国际机场。该镇以其休闲活动和青年赋权组织（如恩科西基金会）而闻名，当地社区还成立了一个母体组织——代尔夫特社区发展论坛。代尔夫特社区包含多个政府建设的住房项目，例如N2门户项目。2022年，代尔夫特成为开普敦人口增长最快的社区。